# Albert Rusnák
Albert Rusnák (Vyškov, 7 de julho de 1994) é um jogador de futebol profissional eslovaco que joga no Seattle Sounders, clube da Major League Soccer, como meia-atacante e na Seleção Eslovaca como ala-direita.

## Carreira

### Manchester City
Rusnák jogou categorias de base na Eslováquia pelo MFK Košice desde muito jovem, antes de assinar pelo Manchester City em julho de 2010 onde ingressou na base do clube.

#### Empréstimo para o Oldham Athletic
Após três anos de futebol juvenil e de reserva, ele assinou contrato com o Oldham Athletic, da Football League One. Rusnák fez seu primeiro jogo como profissional em um jogo da liga contra o Tranmere Rovers em 31 de agosto de 2013, em uma partida em que perdeu 0-1 no Boundary Park. Sua primeira partida ocorreu três dias depois, em uma vitória do Troféu da Liga de Futebol fora de 4-1 sobre o Shrewsbury Town. Em 17 de setembro, o empréstimo de Rusnák foi interrompido e ele retornou ao City.

#### Empréstimo para Birmingham City
Em 21 de janeiro de 2014, Rusnák foi para o Birmingham City da Football League Championship. Ele foi titular na derrota da quarta rodada da FA Cup contra o Swansea City no sábado seguinte. Em 18 de fevereiro de 2014, Rusnák estendeu seu período de empréstimo até a conclusão da temporada 2013-14.

#### Empréstimo para SC Cambuur
Em 25 de julho de 2014, Rusnák mudou-se para o clube holandês que disputava a Eredivisie, SC Cambuur. Ele se tornou uma parte importante do time, marcando uma vitória por 3-0 sobre o rival local Groningen e tendo seu empréstimo concedido até o final da temporada. No início da temporada, em outro derby local no sc Heerenveen, ele afastou a bola do pontapé inicial, resultando em uma penalidade após nove segundos, mas Cambuur reagiu e empatou em 2 a 2.

### FC Groningen
Com seu contrato com o Manchester City vencendo no verão de 2015, Rusnák se mudou para Groningen em 18 de dezembro de 2014. Em 3 de maio de 2015, ele marcou os dois gols na final da Copa KNVB ao derrotar o atual campeão PEC Zwolle para ganhar seu primeiro grande troféu e se classificar para a UEFA Europa League.

### Real Salt Lake
Em 6 de janeiro de 2017, Rusnák foi contratado pelo Real Salt Lake da Major League Soccer para a temporada de 2017. Os termos da mudança não foram divulgados. Ele vestirá a camisa número 11 usada por Javier Morales. Ele terminou sua temporada de estréia na MLS com o maior número de assistências da liga, 11, empatado com Michael Barrios, do FC Dallas. Isso representou 25% dos objetivos da equipe do Real Salt Lake em toda a competição.

## Carreira internacional
Rusnák estreou na seleção principal em 15 de novembro de 2016, no último amistoso do ano, contra a Áustria, em um empate sem gols em Viena, substituindo Jakub Holúbek aos 46 minutos.
Em 2017, ele continuou recebendo convites para todos os jogos, exceto jogos contra Uganda e Suécia em Abu Dhabi, onde jogadores da liga foram selecionados. Nesse ano, ele participou de cinco das seis partidas da fase de qualificação para a Copa do Mundo da FIFA 2018, chegando a ficar entre os 11 primeiros no último jogo da fase de grupos contra Malta, onde também ajudou o gol de Ondrej Duda.
Rusnák marcou seu primeiro gol internacional no nono jogo, com um chute com o pé direito, aos 42 minutos do primeiro jogo internacional de 2018, semifinal contra os Emirados Árabes, na Copa do Rei de 2018. Foi assistido por um passe de Patrik Hrošovský.

## Vida pessoal
O pai de Rusnák, também chamado Albert Rusnák, é um ex-jogador de futebol profissional e gerente que se tornou olheiro no Manchester City em 2010, levando seu filho para o clube.